# Ryan Briscoe
Ryan Briscoe (n. 24 septembrie 1981) este un pilot australian de curse auto.

## Cariera în Formula 1
| Sezon | Echipă                  | Puncte      | Loc clasament general |
| ----- | ----------------------- | ----------- | --------------------- |
| 2004  | Panasonic Toyota Racing | Pilot teste | -                     |

## Cariera în IndyCar
| Sezon | Echipă                             | Puncte | Loc clasament general |
| ----- | ---------------------------------- | ------ | --------------------- |
| 2005  | Chip Ganassi Racing                | 232    | 19                    |
| 2006  | Dreyer & Reinbold Racing           | 83     | 21                    |
| 2007  | Luczo-Dragon Racing                | 30     | 24                    |
| 2008  | Team Penske                        | 447    | 5                     |
| 2009  | Team Penske                        | 604    | 3                     |
| 2010  | Team Penske                        | 482    | 5                     |
| 2011  | Team Penske                        | 364    | 6                     |
| 2012  | Team Penske                        | 370    | 6                     |
| 2013  | Chip Ganassi Racing Panther Racing | 100    | 26                    |